# Gangwon (Hàn Quốc)
Gangwon (Tiếng Hàn: 강원, Hanja: 江原) hay tên chính thức là Tỉnh tự trị đặc biệt Gangwon (Tiếng Hàn: 강원특별자치도, Hanja: 江原特別自治道) là một đạo (tỉnh) nằm ở phía Đông Bắc của Hàn Quốc.

## Địa lý
Gangwon-do giáp tỉnh Gyeonggi ở phía Tây, các tỉnh Chungcheongbuk và Gyeongsangbuk ở phía Nam, biển Nhật Bản ở phía Đông (biển Đông), khu phi quân sự Triều Tiên với tỉnh Kangwon của CHDCND Triều Tiên) ở phía Bắc. Dãy núi Taebaek (Thái Bạch) chiếm phần lớn địa hình của tỉnh.
Thủ phủ của tỉnh là Chuncheon. Ngọn núi Seoraksan (Tuyết Nhạc Sơn) là ngọn núi cao 1.708m và đỉnh Odae có đường trượt tuyết là điểm thu hút nhiều khách du lịch. Động đá vôi lớn nhất Hàn Quốc Hwanseongul có hơn một triệu du khách viếng thăm hằng năm.

## Văn hóa
Đạo Gangwon được biết đến với món sundubu, một loại đậu hũ mềm có chứa nước biển.

## Khu vực hành chính

### Thành phố
| - Chuncheon (춘천 Xuân Xuyên - thủ phủ) - Donghae (동해 Đông Hải) - Gangneung (강릉 Giang Lăng) | - Samcheok (삼척 Tam Trắc) - Sokcho (속초 Thúc Thảo) | - Taebaek (태백 Thái Bạch) - Wonju (원주 Nguyên Châu) |

### Quận
| - Cheorwon (철원 Thiết Nguyên) - Goseong (고성 Cao Thành) - Hoengseong (횡성 Hoành Thành) - Hongcheon (홍천 Hồng Xuyên) | - Hwacheon (화천 Hoa Xuyên) - Inje (인제 Lân Đề) - Jeongseon (정선 Tinh Thiện) - Pyeongchang (평창 Bình Xương) | - Yanggu (양구 Dương Khẩu) - Yangyang (양양 Tương Dương) - Yeongwol (영월 Ninh Việt) |